# Písničky a povídání ze Semaforu (1985)
Písničky a povídání ze Semaforu tentokráte na gramodesce připomínající tvorbu JIŘÍHO ŠLITRA (1985) je album připomínající tvorbu Jiřího Šlitra převážně jako skladatele, ale také jako komika. Je tvořeno 11 písničkami a jedním monologem střídavě z autentického záznamu ze hry Ďábel z Vinohrad ze Semaforu z roku 1966 a střídavě z nových nahrávek tak, aby zachytilo zatím spíše méně známou či dosud nevydanou tvorbu.
Kromě úvodní písně Pavla Kopty a Šlitrovy scénky "Bezplatná prohlídka divadla Semafor", kterou napsal Jiří Suchý, je autorem melodie všech písní Jiří Šlitr a autorem textu Jiří Suchý.
Píseň Kulatý prachy je jedna z prvních melodií Jiřího Šlitra ze začátku 50. let 20. století, pro nahrání na desku ji podle dochovaného útržku notového papíru upravil Ferdinand Havlík.
Sleeve-note, který krátce komentuje každou skladbu, napsal Jan Kolář.

## Písničky
1. Kulatý prachy (Jiří Šlitr / Pavel Kopta) – 2:22
2. Bezplatná prohlídka divadla Semafor (Jiří Suchý) – 4:37
3. Šnečí fox – 1:53
4. Taková láska – 4:00
5. Sedmdesát hrobaříků – 2:00
6. Jak se zbavit dámy – 2:25
7. Čím budu, tím budu rád – 4:20
8. Lili – 2:50
9. Slečna Mici – 2:36
10. Můj pes – 11:18
11. Vítr nevane sám – 2:00
12. Vy jste tak sympatický – 2:50

## Nahráli

### Zpěv
- Jiří Šlitr (2, 6, 9, 12)
- Jiří Suchý (4, 7, 8, 11)
- Eva Olmerová (10)
- Pavla Greifonerová (5)
- Ludmila Podubecká (4)
- Jiří Datel Novotný (1)
- Ferdinand Havlík (3)
- Evžen Jegorov (3)
- Semafor girls (2, 12)

### Hudba
- Orchestr divadla Semafor, řídí Ferdinand Havlík (1, 3, 4, 5, 7, 8, 10)
- skupina divadla Semafor vedená Jiřím Šlitrem (6, 9, 12)
- studiová skupina (11)
  - Stanislav Staněk – kytara
  - Pavel Skála – baskytara
  - Josef Němejc – bicí

Nahráno ve studiu Smetanova divadla v Praze v roce 1985 (1, 3, 4, 5, 7, 8, 10), v divadle Semafor v Praze v roce 1966 během představení Ďábel z Vinohrad (2, 6, 9, 12) a ve studiu divadla J. K. Tyla v Plzni v roce 1984 (11).